# Гюммеріх
Гюммеріх (нім. Hümmerich) — громада в Німеччині, розташована в землі Рейнланд-Пфальц. Входить до складу району Нойвід. Складова частина об'єднання громад Ренгсдорф.
Площа — 4,27 км2. Населення становить 771 ос. (станом на 31 грудня 2020).

## Галерея

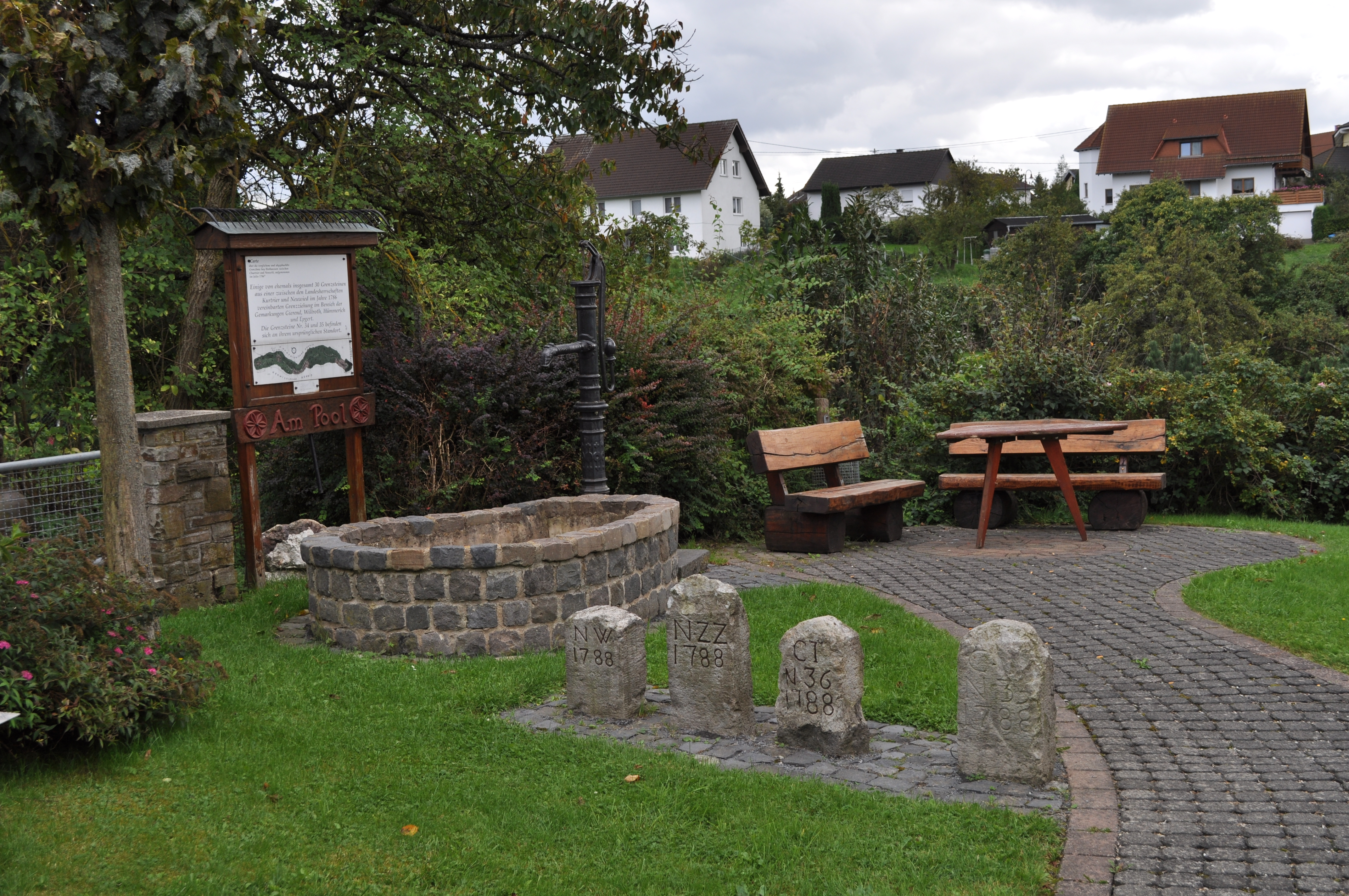
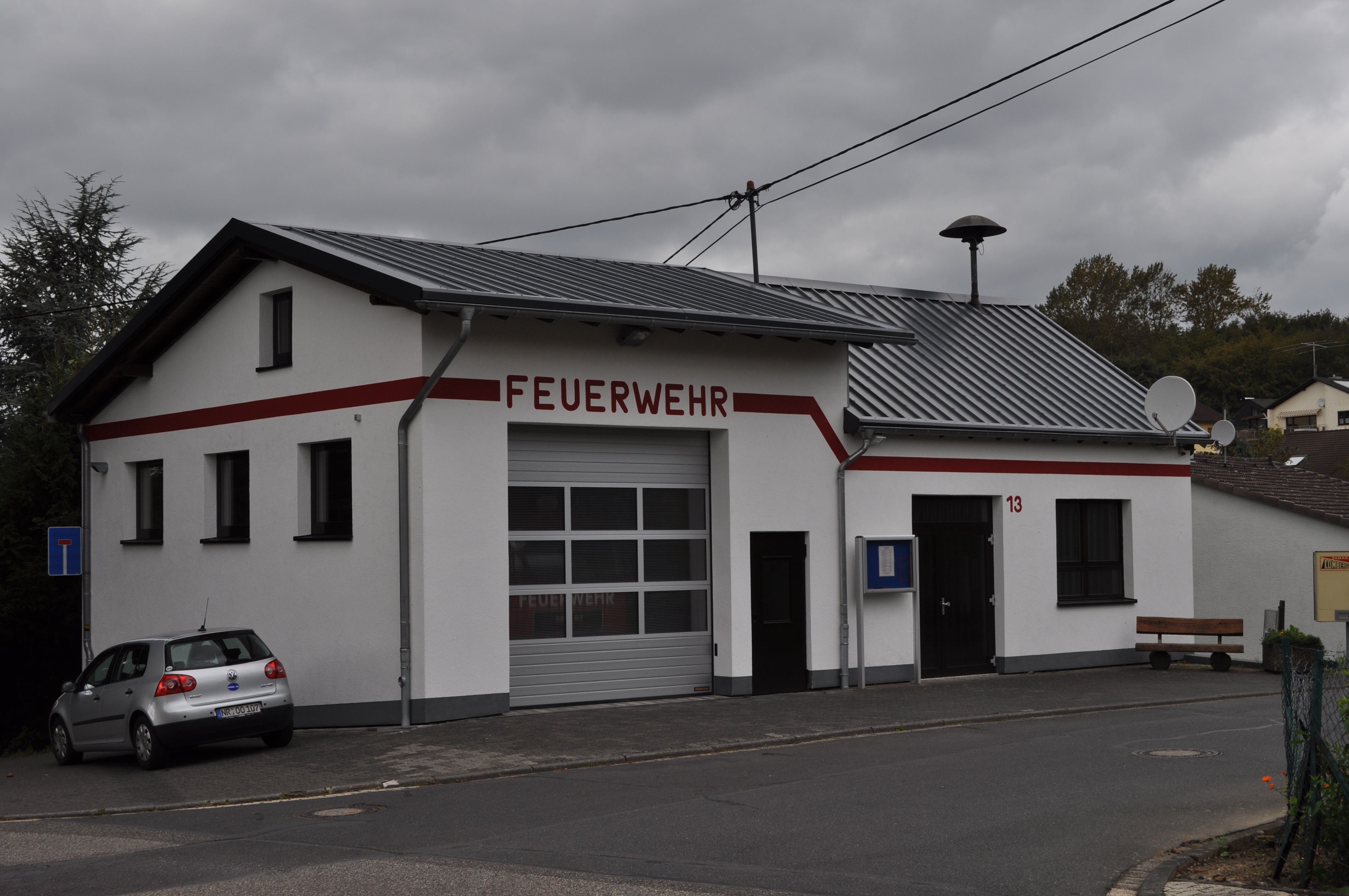